# Paulo Silas
Paulo Silas, född 27 augusti 1965 i Campinas i Brasilien, är en brasiliansk fotbollsspelare.